# Zdeňka Černý
Zdeňka Černý (* 26. August 1895 in Chicago; † 11. Januar 1998) war eine US-amerikanische Cellistin tschechischer Abstammung, die in einem von Alfons Mucha gestalteten Plakat porträtiert und als „The greatest Bohemian violoncellist“ gepriesen wurde. 

## Lebenslauf
Zdeňka Olga Černý war das zweite von drei Kindern von Albert Vojtech Černý, der 1888 in die USA auswanderte, und Frances Engelthaler. Ihr Vater unterrichtete als Musiklehrer Klavier, Cello, Geige und Gesang und gründete eine eigene Musikschule. Zdeňka lernte das Cellospiel von ihrem Vater und wurde bald eine anerkannte Cellistin. Eine für 1914 geplante Europa-Tournee musste sie nach Beginn des Ersten Weltkriegs abbrechen.
Am 11. März 1916 heiratete sie Otto Vasak (1882–1961). Aus der Ehe stammten drei Kinder. Nach Darstellung ihrer Tochter Jetta Vasak verbot Vasak ihr die Fortsetzung ihrer musikalischen Laufbahn und sogar jegliche Unterrichtstätigkeit. Obwohl Zdeňka 102 Jahre alt wurde, spielte sie nie wieder Cello.
Nachdem Vasak 1961 verstorben war, heiratete sie zwei Jahre später erneut und zog zu ihrem Mann nach Kalifornien. Dort verkehrte sie in Künstlerkreisen, die sich für das beinahe in Vergessenheit geratene Mucha-Plakat begeisterten.

## Entstehungsgeschichte des Mucha-Plakats
Der bekannte Jugendstil-Künstler und Graphiker Alfons Mucha war im Rahmen einer Amerika-Reise von 1904 bis 1905 mehrere Monate bei der Familie Černý in Chicago zu Gast und erstellte mehrere Porträts der älteren Tochter Milada (1892–1973), die bereits als virtuose Pianistin hervorgetreten war. Nach der Familienüberlieferung von Jetta Vasak bat Zdeňka den Künstler, auch sie zu porträtieren, doch der antwortete, sie müsse erst eine virtuose Cellistin werden. Im März 1913 besuchte Mucha die Familie erneut, und Zdeňka erinnerte ihn an die Abmachung. Mucha ließ ein Porträt von Zdeňka mit ihrem Cello anfertigen und erstellte auf dieser Grundlage die Lithografie, aus der unter seiner Aufsicht dann das Plakat für die geplante, aber nach Kriegsbeginn abgebrochene Europatournee gestaltet wurde.